# 자아 이질적 성적 지향
자아 이질적 성적 지향(Ego-dystonic sexual orientation)은 이상화된 자아상과 부합하지 않는 성적 지향이나 끌림을 갖고 불안을 유발하고 스스로의 성적 지향을 바꾸고 싶어하거나 스스로의 성적 지향에 대해 편안하게 느끼고 싶어하는 자아 이질적 정신 장애이다. 즉 자신의 타고난 성적 지향에 반발하여 이를 바꾸려 하거나 스스로 자신의 성적지향을 인정하게 하고 싶어하는 상태를 말한다. 동성애나 이성애, 양성애 등의 성적 지향 자체는 정신병이 아니며 자아 이질적 성적 지향의 원인도 아니다.

## 분류
세계보건기구(WHO)는 ICD-10에 자아 이질적 성적 지향을 성적 발달과 지향의 장애로 등재하였다. 세계보건기구 진단은 성 정체성과 성적 지향이 명확함에도 환자가 이를 바꾸고 싶어하는 다른 행동적이거나 심리적인 장애를 갖는 경우를 다룬다. ICD-10은 여기서 성적 지향 그 자체는 정신병이거나 장애가 아님을 강조하고 있다.

## 진단
세계보건기구가 ICD-10에서 동성애를 정신 장애에서 제거했을 때, "성적 발달과 지향에 관련된 심리적이고 행동적인 장애"에서 자아 이질적 성적 지향을 다음과 같이 진단했다.
성정체성이나 성적 선호에 의심의 여지가 없지만, 심리적이고 행동적인 장애에 의해 해당 개인이 변화를 원하며 그러기 위한 치료를 찾을 수 있다. (F66.1)

세계보건기구는 F66 밑에 "성적 지향 자체는 장애로 여겨져선 안 된다."고 명시하였다.
자아 이질적 성적 지향은 동성애와 양성애 등의 성적 지향에 대한 사회의 불관용적인 사고방식과 성적 욕망 그리고 종교적 신념 체계 사이 갈등의 결과이다.

## 치료
자아 이질적 동성애의 치료를 받는 방법은 이미 많이 알려져있으나, 동성애가 아닌 다른 자아 이질적 성적 지향 치료는 거의 알려지지 않았다. 치료는 성적 지향, 성적 행동을 바꾸게 하거나 의뢰인이 스스로의 성적 지향과 행동에 편안함을 느끼게끔 하는 데 목적을 둘 수 있다.
하지만, 인권 단체와 심리 및 정신의학계는 자아 동질적(ego-syntonic)인 동성애자에게 전환 치료를 하는 것을 비판, 금지하고 있다.
미국심리학회(APA)에서는 성적 지향 변화 시도 관련 논문들을 체계적으로 검토한 결과, 이러한 시도가 성공 가능성이 없으며 오히려 해를 줄 위험이 있다고 결론을 내렸다. 그러나 성적 지향을 바꾸기는 힘들어도 성적 지향 정체성을 바꿀 수는 있다. 동성애 성적 지향 정체성을 거부하는 것이 해롭다는 명백한 근거는 없으며, 일부는 그러한 선택에 만족하는 것처럼 보인다. 이는 진정한 성적 지향의 전환이 아니라, 실제로 여전히 동성애자인 사람이 자신이 동성애자가 아니라고 믿거나 규정하는 것이다. 성적 지향을 바꾸고 싶어하는 사람에 대해 미국심리학회는 긍정적 내담자-중심적 접근의 치료법을 제시한다.

## 같이 보기
- 성적 지향
- 소수자 스트레스
- 성적 지향 전환 시도
- 동성애 긍정적 심리치료
- 동성애 혐오
- 성소수자 반대 운동
- 탈동성애 운동